# Vojtech Chmilnický
Vojtech Chmilnický [vojtěch chmilnický] (31. března 1920 Prešov – 31. března 1998 Košice) byl slovenský fotbalový útočník.

## Hráčská kariéra
V československé lize hrál za Jednotu Košice v 6 utkáních, aniž by skóroval.

### Prvoligová bilance
| Ročník          | Zápasy | Góly | Minuty | Klub           |
| --------------- | ------ | ---- | ------ | -------------- |
| I. liga 1945/46 | 6      | 0    | –      | Jednota Košice |
| CELKEM I. LIGA  | 6      | 0    | –      |                |